# Архимандрит Данило (Јокић)
Данило (световно Богољуб Јокић; Клење код Шабца, 20. април 1952 — Манастир Плужац, 12. април 2021) био је православни архимандрит и игуман Манастира Плужаца.

## Биографија
Архимандрит Данило (Јокић) рођен је 20. априла 1952. године у селу Клење код Шапца, као десето дете благочестивих хришћана Младена и Росе Јокић, добивши на крштењу име Богољуб. Основну школу је завршио у родном месту, а Средњу саобраћајну у Шапцу. Жеља родитеља била је да, као најмлађе дете, остане крај њих у породичном дому. Међутим, промисао Господња повела га је другим путевима. Након одслужења војног рока, млади Богољуб одлази у Манастир Крку, где завршава богословију.
Монашки постриг од тадашњег Епископа далматинског Стефана Боце прима 4. децембара 1973. године, добивши име Данило. Убрзо по монашењу, бива постављен за старешину Манастира Драговић надомак Сиња у Хрватској. Из Драговића 1984. одлази у Манастир Веселиње код Гламоча, те постаје игуман обе обитељи. Године 1990. предаје Веселиње другом игуману, а он се враћа у Манастир Драговић. Годину касније, одатле одлази у Сједињене Америчке Државе, у Манастир Нову Грачаницу у Либертивилу.
У Манастир Косијерево надомак Никшића долази 1996. и постаје игуман. На тој дужности се налазио до 2006. године када поново одлази на Пети континент, у манастир Талонг код Сиднеја. У завичајне крајеве враћа се 2011, а годину касније Епископ ваљевски Милутин Кнежевић поставља га за игумана новооснованог Манастира Плужац.
Упокојио се у Господу 12. априла 2021. године у Манастиру Плужац, сахрањен је у порти манастира 14. априла 2021.